# بيجوم خورشيد ميرزا
بيجوم خورشيد ميرزا (باللغة الأردية: بيگم خورشيد مرزا) (a.k.a. Renuka Devi (باللغة الهندية: रेणुका देवी ) (1918-1989) هي ممثلة تلفزيونية باكستانية وممثلة أفلام قبل استقلال باكستان في عام 1947.

## حياتها الشخصية
ولدت بيجوم خورشيد ميرزا كخورشيد جيهان ابنة الشيخ عبد الله ووحيد جيهان بيجوم مؤسسي كلية النساء، حيث حصلت على تعليمها. كان والدها محاميًا متديّنًا ومحبًا للخير حيث كان حريصًا على تعليم وتنوير النساء المسلمات. نشأت خورشيد في عليكره Aligarh وتزوجت في عام 1934 من ضابط الشرطة أكبر ميرزا. 

## ممثلة أفلام
تركت خورشيد ميرزا عليكره المعزولة عن العالم وواصلت مسيرتها السينمائية في مومباي. وعملت في الغالب في استديو مومباي للأفلام السينمائية الناطقة Bombay Talkies، وعملت في عدد قليل من أفلامهم بما في ذلك Bhakti (1939)، Badi Didi (1939)، Jeevan Prabhat (1937)، Bhabhi  (1938) وNaya Sansar (1941)، وكان اسمها الفني رينوكا ديفي Renuka Devi. انتقلت إلى صناعة السينما في لاهور ولعبت أدوارًا أساسية في شباك التذاكر يضرب Sahara (1943)، Ghulami (1945) و Samrat ChandraGupta (1945). بالإضافة إلى التمثيل، اعتادت أن تغني لأفلامها.
أعلنت اعتزالها من التمثيل في الأفلام الهندية في فبراير 1994. 

## الظهور على التلفاز
بعد استقلال باكستان في عام 1947، هاجرت إلى باكستان. وبعد عدّة سنوات عندما بدأت مؤسسة التليفزيون الباكستاني بثّها وبدأت المسلسلات الدراميّة في كسب المتابعة المنزلية، كانت هناك حاجة لمحترفين للطاقم الإعلامي الشاب. كانت هناك حسينة موين Haseena Moin، الملقبة باسم كيران كاهاني Kiran Kahani، التي أعادت اكتشاف خورشيد. نالت العديد من المراجعات النقدية على أدائها، على الرغم من أنها قالت في مقابلةٍ لاحقة إنّ الأمر كان غير عادل قليلًا.  المسلسل التالي الذي عملت فيه كان Zer Zabar Pesh، الذي كتبته أيضًا حسينة موين. نظر إلى أدائها في هذا الدور بعين الاعتبار كواحدٍ من أكثر الأداور تأثيرًا وإمتاعًا، وفتح أمامها بقية أدوارها التمثيلية الناجحة.
وبقيت ممثلة في مركز التلفزيون في كراتشي ولديها في رصيدها عشرات من المسلسلات الشعبية، بما في ذلك Parchhain و Uncle Urfi ولعبت دور خاص في Massi Sherbateمن تأليف فاطمة سورايا باجيا. تقاعدت في عام 1985، وكان آخر دور لها في Ana. انتقلت إلى لاهور بشكلٍ دائم مع بناتها وأطفالهن.

## الأديبة
كتبت بيجوم خورشيد ميرزا سيرتها الذاتية في عام 1982، وناقشت حياة شخص واسع الإطلاع في الهند البريطانية، تعلّمت الصحافة وعملت في لكهنؤ، حياتها الزوجية، صناعة السينما الهندية، الهجرة إلى باكستان، التكيف مع مدينة كراتشي، والعمل في التلفزيون.  ظهرت السيرة الذاتية أولًا في المجلة الشهرية الباكستانية هيرالد كسلسلة من تسعة أجزاء، من أغسطس 1982 إلى أبريل 1983، تحت عنوان الشجرة المجتثة The Uprooted Sapling. وفيما بعد، تمّ تجميع السلسلة في عام 2005 ككتاب تحت عنوان جوهر امرأة: مذكرات بيجوم خورشيد ميرزا A woman of substance: the memoirs of Begum Khurshid Mirza.
الأعمال الاجتماعية
عملت خورشيد ميرزا بعد الهجرة لصالح جمعية نساء باكستان (APWA) كمتطوّعة لمساعدة النساء الفقيرات المحرومات.  وعندما تمّ نقل زوجها إلى كويته، تولّت مسؤولية مركز APWA للرعاية الصحيّة في منطقة ريفيّة تسمّى إسماعيل كيلي Ismail Killi. كما أنّها بثت عبر الإذاعة برامج حول قضايا المرأة.

## الجوائز
حصلت على جائزة Pride of Performance في عام 1985.

## المسرحيات
- Kiran Kahani
- Zer Zabar Pesh
- Uncle Urfi 1972
- Parchaiyan
- Rumi
- Dhund
- Choti Choti Baatein
- Shama
- Afshan
- Ana
- Aagahi
- Massi Sherbate
- Show Shaa
- Panah
- Agar Nama Bar Milay

## الكتب
- جوهر امرأة: مذكرات بيجوم خورشيد ميرزا. تحرير لبنى كاظم. دلهي: زوبان 2005.

## روابط خارجية
- بيجوم خورشيد ميرزا على موقع IMDb (الإنجليزية)
- بيجوم خورشيد ميرزا على موقع قاعدة بيانات الفيلم (الإنجليزية)